# Feltherrens Hævn
Feltherrens Hævn er en dansk stumfilm fra 1908 produceret af Nordisk Films Kompagni og instrueret af Viggo Larsen.

## Handling
Denne artikel mangler et handlingsreferat. Hjælp os med at skrive det.

## Medvirkende
- Robert Storm Petersen
- Viggo Larsen
- Margaretha Jespersen
- Gustav Lund
- Clara Nebelong